# Zoltán Farkas (Filmeditor)
Zoltán Farkas (* 11. Juli 1913 in Budapest; † 18. Juni 1980 ebenda) war ein ungarischer Filmeditor, der phasenweise auch als Filmregisseur gearbeitet hat. In seiner über 40 Jahre währenden Karriere war Farkas bei mehr als 130 Produktionen für den Filmschnitt verantwortlich und führte bei zehn Spielfilmen Regie. Als Editor arbeitete er besonders häufig mit dem Regisseur Miklós Jancsó zusammen.

## Leben und Werk
Nach seinem Schulabschluss im Jahre 1931 begann Zoltán Farkas in Ungarns größtem Filmstudio zu arbeiten, dem Hunnia Filmstudio. Bei dem 1934 erschienenen Musical Márciusi messe (Regie: Emil Martonffi) unterstützte er als Schnittassistent den renommierten Editor und Regisseur István György. Ab 1935 avancierte Farkas dann selbst zu einem der begehrtesten und vielbeschäftigsten Filmeditoren Ungarns: So erschienen 1938 insgesamt zehn Filmproduktionen, an denen er beteiligt war; 1939 waren es sogar elf. Überwiegend montierte er in dieser Phase seiner Laufbahn leichte Komödien.
Zudem lieferte Farkas 1938 mit Sportszerelem sein Regiedebüt ab und führte dann während des Zweiten Weltkriegs bei einer ganzen Reihe von Spielfilmen mit teils propagandistischen Untertönen Regie. 1942 wurde sein Film Bis ins vierte Glied (Negyedíziglen) mit einer Medaille bei den Filmfestspielen von Venedig ausgezeichnet. Nach dem Kriegsende kam er nur noch einmal als Regisseur zum Zuge, bei Gerolsteini kaland (1957), einer Verfilmung der Operette Die Großherzogin von Gerolstein von Jacques Offenbach.
Ab 1945 setzte Zoltán Farkas seine Karriere als Editor von Kinofilmen für ein Jahrzehnt aus und beteiligte sich mit anderen Schwerpunkten an der Wiederbelebung der Mafilm Studios. Mit dem Dokumentarfilm Bunte Welt am großen Strom (1957), an dem drei Editoren und acht Regisseure aus verschiedenen Ländern beteiligt waren, wandte er sich wieder dem Filmschnitt zu. 1963 kam es bei Cantata Profana zu der ersten Zusammenarbeit mit Miklós Jancsó, einem der bedeutendsten ungarischen Regisseure des 20. Jahrhunderts. Für Jancsó war dies sein zweiter Langfilm, und er wählte sich danach Farkas als seinen Stamm-Editor aus. Es folgten jährlich neue Filme dieser Partnerschaft; zu den herausragendsten gehören Die Hoffnungslosen (1965), Stille und Schrei (1968) und Roter Psalm (1972). Dieser gewann bei den Filmfestspielen in Cannes den Preis für die Beste Regie.
Der letzte gemeinsame Film mit Miklós Jancsó war 1974 Meine Liebe – Elektra. Danach montierte Zoltán Farkas bis zu seinem Tod im Jahre 1980 noch wenige Filme mit anderen Regisseuren, unter anderem den Dokumentarfilm Der Auftrag, ein Porträt des ungarischen Fünfkämpfers András Balczó. Dieser Film wurde drei Wochen nach seinem Kinostart im Mai 1977 vom Kulturministerium aus dem Programm genommen, wegen der teils heftigen Kritik, die Balczó darin an politischen Funktionären und der sowjetischen Okkupation von 1956 geäußert hatte.

## Filmografie (Auswahl)

### Als Editor
- 1935: Az okos mama – Regie: Emil Martonffi
- 1937: Fizessen, nagysád! – Regie: Ákos von Ráthonyi
- 1942: Bis ins vierte Glied (Negyedíziglen) – auch selbst Regie
- 1957: Bunte Welt am großen Strom (A Fekete-erdőtől a Fekete-tengerig) – Dokumentarfilm
- 1958: Kumpane (Cimborák - Nádi szélben) – Regie: István Homoki Nagy
- 1958: Razzia in Budapest (Razzia) – Regie: László Nádasy
- 1960: Drei Unentwegte (Cimborák - Hegyen-völgyön) – Regie: István Homoki Nagy
- 1960: Attentat im Morgengrauen (Merénylet) – Regie: Zoltán Várkonyi
- 1961: Csutak und das graue Pferd (Csutak és a szürke ló) – Regie: Zoltán Várkonyi
- 1961: K.u.K. Militärmusik (Katonazene) – Regie: Endre Marton & György Hintsch
- 1962: Maifrost (Májusi fagy) – Regie: József Kis
- 1962: Ehe: genügend (Házasságból elégséges) – Regie: Károly Wiedermann
- 1962: Memoiren einer seltsamen Nacht (Az utolsó vacsora) – Regie: Zoltán Várkonyi
- 1963: Im Villenviertel (Kertes házak utcája) – Regie: Tamás Fejér
- 1963: Cantata Profana (Oldás és kötés) – Regie: Miklós Jancsó
- 1963: Die Hochstaplerin (A szélhámosnö) – Regie: László Kalmár
- 1965: So kam ich (Így jöttem) – Regie: Miklós Jancsó
- 1965: Gleichschritt, Herz und heitere Noten (Patyolat akció) – Regie: Tamás Fejér
- 1966: Die Hoffnungslosen (Szegénylegények) – Regie: Miklós Jancsó
- 1967: Sterne an den Mützen (Csillagosok, katonák) – Regie: Miklós Jancsó
- 1968: Stille und Schrei (Csend és kiáltás) – Regie: Miklós Jancsó
- 1968: Das Mädchen (Csillagosok, katonák) – Regie: Márta Mészáros
- 1969: Der geworfene Stein (Holdudvar) – Regie: Márta Mészáros
- 1969: Schimmernde Winde (Fényes szelek) – Regie: Miklós Jancsó
- 1969: Der wundersame Kaftan (A beszélö köntös) – Regie: Tamás Fejér
- 1969: Schirokko (Sirokkó) – Regie: Miklós Jancsó
- 1970: Urlaub ohne Jenö (A nagy kék jelzés) – Regie: László Nádasy
- 1970: Galante Geschichten (Szép magyar komédia) – Regie: László Nádasy
- 1970: Schöne Mädchen, weinet nicht (Szép lányok, ne sírjatok!) – Regie: Márta Mészáros
- 1971: Der Mörder ist im Haus (A gyilkos a házban van) – Regie: Róbert Bán
- 1971: Agnus dei (Égi bárány) – Regie: Miklós Jancsó
- 1972: Roter Psalm (Még kér a nép) – Regie: Miklós Jancsó
- 1972: Stehen bleiben, oder ich schieße! (Hekus lettem) – Regie: Tamás Fejér
- 1973: Lieben ohne Lüge (Szabad lélegzet) – Regie: Márta Mészáros
- 1973: Keine Zeit (Nincs idö) – Regie: Ferenc Kósa
- 1974: Schneefall (Hószakadás) – Regie: Ferenc Kósa
- 1974: Tutti und die Neue aus der 6A (A locsolókocsi) – Regie: Zsolt Kézdi-Kovács
- 1974: Meine Liebe – Elektra (Sirokkó) – Regie: Miklós Jancsó
- 1976: Wenn Josef kommt (Ha megjön József) – Regie: Zsolt Kézdi-Kovács
- 1976: Identifizierung (Azonosítás) – Regie: László Lugossy
- 1977: Der Auftrag (Küldetés) – Dokumentarfilm, Regie: Ferenc Kósa
- 1979: A kedves szomszéd – Regie: Zsolt Kézdi-Kovács

### Als Regisseur
- 1938: Sportszerelem
- 1941: Végre!
- 1941: Egy tál lencse
- 1942: Kísértés
- 1942: Bis ins vierte Glied (Negyedíziglen)
- 1942: A hegyek lánya
- 1944: Futótüz
- 1944: Gyanú
- 1944: Nászinduló
- 1957: Gerolsteini kaland